# آي إم سي دي بي
آي.إم.سي.دي.بي أو قاعدة بيانات سيارات الأفلام على الإنترنت، (بالإنجليزية: IMCDB)‏ هي اختصار لعبارة “Internet Movie Cars Database” أي «قاعدة بيانات سيارات الأفلام على الإنترنت»، وهو عبارة عن قاعدة بيانات إلكترونية تحتوي على معلومات عن السيارات التي تظهر في الأفلام والمسلسلات التليفزيونية وأخيرا الفيديو كليب، والمقالات غالبا ما تكون مدعومة بلقطات مصورة للسيارات والشاحنات المتنوعة، من هذه الأفلام على سبيل المثال فيلم The Dukes Of Hazzard، Miami Vice، Ghostbusters وKnight rider
في البداية كان الموقع باللغة الفرنسية فقط ثم سرعان ما انتشر عالمياً (بإضافة نسخة إنجليزية للموقع) وانضم الناس من مختلف أنحاء العالم للمشروع، حيث يتسم الموقع بقابلية التعديل في محتواه وبإمكان أي فرد أن يساهم في إثراء قاعدة البيانات بإضافة صور سيارات مفقودة أو تصحيح الأخطاء أو حتى الاكتفاء بترك التعليقات على السيارات الموجودة.
كان الغرض الأساسي من الموقع هو صنع قائمة كبيرة للسيارات التي تظهر في الأفلام، لكن سرعان ما بدأت هذه القائمة بالتوسع لتشمل أنواع أخرى من المركبات (كالشاحنات والدراجات وغيرها).
في عام 2006 انطلق موقع «قاعدة بيانات سيارات الألعاب على الإنترنت» وفقا لنفس الشكل والوظيفة لموقع «آي.إم.سي.دي.بي» لكن باختلاف أنه يجمع اللقطات المصورة للسيارات التي تظهر في ألعاب الفيديو وهذا الموقع صمم ويدار الآن بواسطة مدراء ومشرفين موقع «آي.إم.سي.دي.بي».

## وصلات خارجية
- الموقع الرسمي
- الموقع الرسمي لقاعدة بيانات سيارات الألعاب على الإنترنت
- مقال عن IMCDB في AutoBlog